# 元氣Rockets
Genki Rockets（日语：英語：）是由遊戲開發商Tetsuya Mizuguchi和音樂製作人Kenji Tamai創造的虛擬樂隊。 Rei Yasuda描繪了樂隊的女主角，一個名叫Lumi的虛構17歲女孩，她是2019年9月11日國際空間站上第一個出生在外太空的人。